# Зубная быль (мультфильм)
«Зубная быль» — советский короткометражный мультипликационный фильм, снятый в 1972 году на студии «Киевнаучфильм» режиссёром Владимиром Дахно. Рассказывает о том, что зубных врачей бояться не нужно.

## Сюжет
Видите эти светящиеся в ночи окна? Это окна квартиры мужчины. У мужчины заболел зуб, и бедняга мается без сна, обвязав щёку платком. При мысли о зубном враче он содрогается от страха. Но мужчине становилось всё хуже и хуже. Он мечется по комнате, опрокидывает спящего кота, переворачивает аквариум, а потом, пытаясь поставить всё на свои места, кое-что напутал… И лёд из холодильника не смог успокоить зубную боль. А с наступлением рассвета измученный мужчина всё-таки заставил себя отправиться в поликлинику. Даже в клетке с тигром мужчине не было бы так страшно, как здесь, у двери кабинета зубного врача. И что ему только не мерещилось… Воображение рисовало жуткие картины. И в конце концов мужество его быстро иссякло, и мужчина позорно бежал из поликлиники. Зубная боль не унималась. И мужчина решил избавиться от ненавистного зуба с помощью автомобиля. Зуб-то остался на месте, а развалился гараж. Тогда мужчина срочно помчался на вокзал и привязал больной зуб к последнему вагону поезда, который, уже готовился к отправлению. Но и эта попытка закончилась неудачей. Когда поезд тронулся, последний вагон оторвался, а машинист был так разгневан, что мужчине пришлось спасаться бегством. Когда мужчина пробегал мимо метеорологической станции, он увидел подготовленную к запуску ракету и решил к ней прицепить свой злосчастный зуб. Но уж если не везёт, так не везёт! Едва взлетев, мужчина зацепился за облако, верёвка оборвалась, и наш герой кувырком полетел вниз. И здесь ему наконец повезло. Мужчина упал прямо в кузов грузовика, на котором новосёлы везли мягкий диван. Но пружины дивана так подбросили мужчину, что он угодил в заводскую трубу… Карета «скорой помощи» забрала перепачканного сажей мужчину и доставила его к зубному врачу. И вскоре сияющий мужчина отправился домой. В руках он нёс подарок доктора — памятный зуб. Так мужчина убедился в том, что посещение зубного врача — вещь совсем не страшная.

## Создатели
| Автор сценария            | Михаил Татарский                                              |
| Режиссёр                  | Владимир Дахно                                                |
| Художник-постановщик      | Юрий Скирда                                                   |
| Оператор                  | Анатолий Гаврилов                                             |
| Композитор                | Иван Карабиц                                                  |
| Звукооператор             | Михаил Петренко                                               |
| Художники-мультипликаторы | Александр Лавров, В. Емельянова, С. Березовская, Марк Драйцун |
| Ассистенты:               | Н. Горбунова, Т. Зайко, Ю. Сребницкая, Л. Шейкина             |
| Монтажёр                  | Владимир Гайдай                                               |
| Редактор                  | Светлана Куценко                                              |
| Директор картины          | Иван Мазепа                                                   |